# Одинцовський (хутір)
Одинцо́вський (рос. Одинцовский) — хутір в Одинцовському районі Московської області Російської Федерації.

## Розташування
Хутір Одинцовський входить до складу міського поселення Одинцово, він розташований між Мінським та Можайським шосе. Найближчі населені пункти — Вирубово, Мамоново, Глазиніно, Лохіно.

## Населення
Станом на 2010 рік на хуторі проживало 80 осіб.